# فينوم (فلم)
فينوم (بالإنجليزية: Venom) فيلم بطل خارق أمريكي. مبني علي قصة فينوم من مارفل كومكس، وصُدر في أكتوبر 2018، من خلال الشركات: كولومبيا بيكتشرز، ومارفل إنترتينمنت، وتينسنت بيكتشرز، وأراد برودكشنس، ومات تولماش برودكشنس، وباسكال بكتشرز، وكان توزيعه من خلال نفس الشركات بالاشتراك مع شركة سوني بيكتشرز، وسوني بكتشرز ريليسنغ. الفيلم من إخراج روبن فليشر، وبطولة توم هاردي، وميشيل ويليامز، وريز أحمد، وسكوت هاز، وريد سكوت، وجيني سلايت.
بعد ظهور فينوم في سبايدرمان 3 سنة 2007، حاولت سوني تطوير فيلم عرضي يعتمد على الشخصية. بدأ العمل في مارس 2016 على إصدار جديد من شأنه أن يبدأ عالمًا مشتركًا جديدًا يضم شخصيات مارفل التي يمتلك الاستوديو حقوق تصويرها. قصدت سوني أيضًا أن يُشارك فينوم عالم مارفل السينمائي. في مارس 2017، كان من المقرر أن يكتب السيناريو سكوت روزنبيرغ وجيف بينكنر، بالإضافة إلى فلايشر وهاردي في مايو. تم التصوير في الفترة من أكتوبر إلى يناير 2018، في أتلانتا ونيويورك وسان فرانسيسكو. الفيلم مستوحى بشكل أساسي من سلسلة القصص المصورة (Venom: Lethal Protector) سنة 1993، وقصة (Planet of the Symbiotes) سنة 1995.
تم إصدار الفيلم في الولايات المتحدة في 5 أكتوبر 2018. وقد تلقى مراجعات سلبية بشكل عام من النقاد بسبب نصّه وعدم ارتباطه بـسبايدر مان، على الرغم من أن أداء هاردي تلقى بعض الثناء. ومع ذلك، حقق الفيلم نجاحًا في شباك التذاكر، حيث أصبح سابع أعلى فيلم دخلا سنة 2018، بأكثر من 856 مليون دولار في جميع أنحاء العالم. وقد عرض الجزء الثاني للفيلم بعنوان فينوم: فليكن هناك كارنيج في 24 سبتمبر 2021.

## القصة
قصة الفيلم تتكلم عن «إيدي بروك» / فينوم (توم هاردي) الذي يعمل كصحفي إستقصائي، وبمعنى آخر إنه يقوم بتعقب الأشخاص الذين لا يتم تعقبهم. ويُعتبر فينوم أكثر شخصيات عالم مارفل غموضًا، وتعقيدًا، وشرًا. كما أنه العدو اللدود للرجل العنكبوت.
إيدي كان شخصًا عاديًا تمامًا، إلي أن قرر في يوم تعقب رئيس شركة لعلوم الأحياء (ريز أحمد) لكنه فشل في ذلك، ولكن في نفس اليوم التقي بإمراة تعمل في نفس الشركة (جيني سلايت)، وقد قالت له أن الشركة قد اكتشفت كائنًا قد سُمي بال«سيمبيوت» (الكائن التكافئي)، وأن الشركة تقوم بتجارب سيئة علي الكثيرين من البشر من خلال دمج السيمبيوت مع البشر. لذا قد قررت مساعدته في دخول الشركة سرًا في الليل، وكشف أسرار الشركة القذرة. وقد قام بالتسلل ليلًا، وشاهد ما تفعله الشركة، وأثناء ذلك، تعرض للهجوم من قبل أحد البشر الذين تم استخدامهم كفئران تجارب، ومن ثم انتقل هذا السيمبيوت إلي جسده دون علمه، وبعد أن تمكن من الهروب، اتصل بمن ساعدته في التسلل ليخبرها بما حدث، وأنه أصبح يشعر بأنه مريض، ويتحدث مع الكائن فينوم دون أن يعرف ما يجري معه. بعد ذلك يأتي أشخاص من الشركة ليستعيدوا الكائن فينوم، ولكن يتمكن إيدي من قتالهم والنجاة، ويهرب بعد ذلك. يستعين بروك بعدها بحبيبته السابقة «آن وينغ» (ميشيل ويليامز) التي انفصلت عنه كونه السبب في خسارة وظيفتها في مؤسسة الحياة، ومن ثم يتعرف علي حبيبها «د. دان لويس» (ريد سكوت). يتفق بروك مع فينوم علي قتال الأشخاص الأشرار، وبسبب الاستحواذ الذي قام به الكائن الفضائي فينوم هذا، منح إيدي قدرات خارقة وغير مسبوقة، ومنذ هذة اللحظة، تغير كل شيء متعلق بحياته، فأمسي هو والكائن الفضائي كيانًا واحدًا لا يتجزأ.

## البطولة
- توم هاردي بدور إيدي بروك / فينوم
- ميشيل ويليامز بدور آن وينغ
- ريز أحمد بدور كارلتون دريك / ريوت
- سكوت هاز بدور رولان تريس
- ريد سكوت بدور د/ دان لويس
- جيني سلايت بدور درة سكورث
- وودي هارلسون بدور كليتوس كاسادي / كارنج
- سوب ألوكو
- واين بير

## الإصدار
كان العرض العالمي الأول للفيلم في مسرح ريجنسي فيليدج في وست وود، لوس أنجلوس في 1 أكتوبر 2018، وتم طرحه في الولايات المتحدة وكندا في 5 أكتوبر في 4250 دارًا. جاء ذلك بعد إصداره في عدة دول أخرى في 3 أكتوبر، حيث تم عرضه على 20.800 شاشة دوليًا في عطلة نهاية الأسبوع الافتتاحية.
تم إصدار الفيلم في الصين في 9 نوفمبر، وهو التاريخ الذي تمت الموافقة عليه من قبل مجلس السينما في البلاد بعد انخفاض غير متوقع في مبيعات شباك التذاكر هناك في وقت سابق من عام 2018. منحت الصين الفيلم إصدارًا مسرحيًا ممتدًا نادرًا في ديسمبر، مع نجاح شباك التذاكر للفيلم، واعتبر استثمار شركة تينسنت بيكتشرز الضخم في الفيلم عوامل مساهمة في القرار. أضاف التمديد 30 يومًا إلى أول 30 يومًا للفيلم.

## التتمة
في يناير 2019، أعلنت شركة سوني عن تطوير تتمة مع مارسيل ككاتب سيناريو. تم تأكيد عودة هاردي وهارلسون وويليامز، على الرغم من عدم تعيين مخرج بسبب التزامات روبن فليشر مع فيلم زومبي لاند: دوبل تاب (2019). تم التعاقد مع أندي سركيس لإخراج الجزء الثاني في أغسطس 2019. في أكتوبر، صرح فليشر أنه سعيد للسماح لـسركيس بتولي الإخراج بعد رد الفعل النقدي السلبي الذي تلقّاه فينوم. اعتقد فليشر أن المراجعين كانوا غير منصفين. من المتوقع إصدار فيلم فينوم: فليكن هناك كارنيج في 25 يونيو 2021.

## وصلات خارجية
- مقالات تستعمل روابط فنية بلا صلة مع ويكي بيانات

لا توجد روابط لمواقع التواصل الاجتماعي.